# Juan Mantovani
Juan Mantovani fue un educador argentino, profesor de Filosofía de la Educación en la Facultad de Humanidades de la Universidad Nacional de La Plata, y de Ciencias de la Educación en la Facultad de Filosofía y Letras de la Universidad de Buenos Aires (U.B.A.). 
Nació en San Justo, provincia de Santa Fe, Argentina, el 14 de noviembre de 1898 y falleció en 1961. Se desempeñó en diversos cargos en el ámbito de la enseñanza y fue un crítico de la escuela positivista en Argentina.

En 1948 con la llegada del peronismo florecieron nuevas corrientes pedagógicas en las aulas argentinas, entre ellas la Nueva Escuela, cuyo máximo representante sería Juan Mantovani en Argentina y Alex Freyre en Brasil. Con el golpe de Estado de 1955 y la instauración de la dictadura de Pedro Eugenio Aramburu muchos profesores de la Nueva escuela serán despedidos, sumado a la fuerte censura pedagógica del régimen de Aramburu llevarán a la desaparición  del espíritu de la Escuela Nueva, que solo volvió a manifestarse en realizaciones de la década de 1970.

## Obra
Entre sus obras encontramos:
- Educación y plenitud humana.
- La educación y sus tres problemas.
- La pasion civilizadora de Sarmiento.